# Idgia opacipennis
Idgia opacipennis is een keversoort uit de familie Prionoceridae. De wetenschappelijke naam van de soort is voor het eerst geldig gepubliceerd in 1920 door Pic.